# Licciana Nardi
Licciana Nardi est une commune de la province de Massa-Carrara, dans la région Toscane, en Italie.

## Histoire

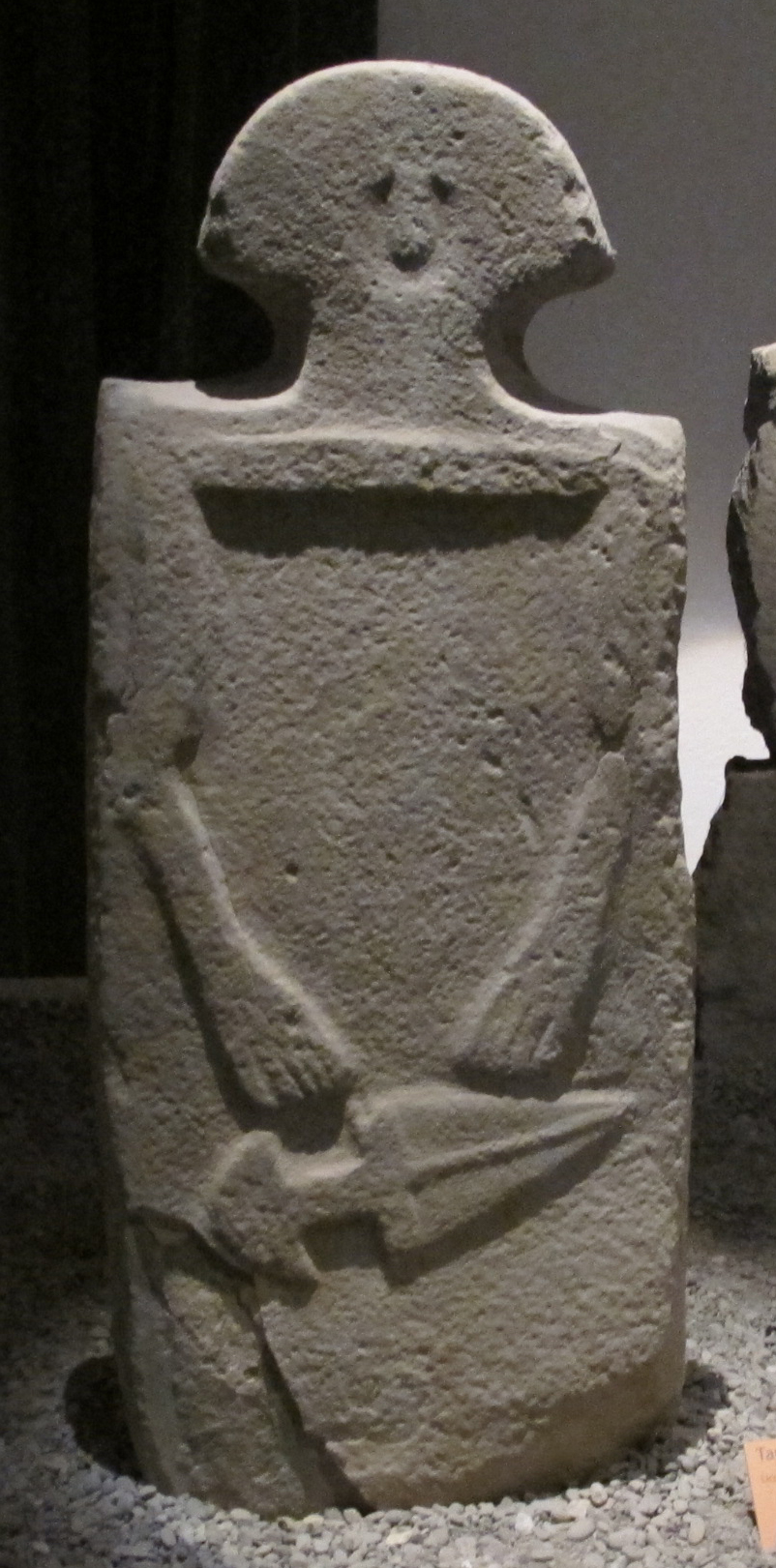
Stèle dite de Taponecco.

En 1933, le bourg de Licciana a ajouté un second nom en hommage aux patriotes Anacarsi Nardi et Biagio Nardi, nés dans le hameau d'Apella.
Au village de Taponecco a été retrouvée une stèle.

### Architecture militaire
- Château de Bastia
- Château de Castel del Piano
- Château de Licciana Nardi
- Château de Monti
- Château de Pontebosio
- Château de Terrarossa

## Administration
| Période                                  | Période  | Identité     | Étiquette            | Qualité |
| ---------------------------------------- | -------- | ------------ | -------------------- | ------- |
| 25 juin 2004                             | En cours | Enzo Manenti | Démocrates de gauche |         |
| Les données manquantes sont à compléter. |          |              |                      |         |

### Hameaux
Amola, Apella, Bastia, Cisigliana, Costamala, Panicale, Pontebosio, Tavernelle, Terrarossa, Varano, Villa.

### Communes limitrophes
Aulla, Bagnone, Comano, Fivizzano, Monchio delle Corti, Podenzana, Tresana, Villafranca in Lunigiana.

### Jumelage
- Romagnat (France).